# Суховоля (Житомирський район)
Сухово́ля́ — село в Україні, у Житомирському районі Житомирської області. Входить до складу Хорошівської селищної громади. Населення становить 368 осіб.

## Географія
Географічні координати: 50°40' пн. ш. 28°17' сх. д. Часовий пояс — UTC+2. Загальна площа села — 1,5 км².
Суховоля розташована в межах природно-географічного краю Полісся і за 19 км від центру громади — міста Хорошів. Найближча залізнична станція — Нова Борова, за 36 км. На захід від села протікає річка Іршиця.

## Історія
Перша писемна згадка про Суховолю датується 1899 роком.
У 1906 році в селі мешкало 276 осіб, налічувалось 45 дворових господарств.
На мапі 1911—1912 років Суховоля позначена як населений пункт із 57 дворами.
У 1932–1933 роках Суховоля постраждала від Голодомору. За свідченнями очевидців кількість померлих склала щонайменше 15 осіб.
Упродовж німецько-радянської війни участь у бойових діях брали 151 місцевий житель, з них 107 осіб загинуло, 133 — нагороджені орденами і медалями. У період німецької окупації в районі Суховолі діяли партизанські загони Степана Маликова.
На початку 1970-х років у селі діяли центральна садиба колгоспу імені Кірова, восьмирічна школа, клуб, бібліотека із книжковим фондом 7280 примірників, фельдшерсько-акушерський пункт і дит'ясла.

## Населення
За даними перепису 2001 року населення села становило 368 осіб, з них 98,91 % зазначили рідною українську мову, 0,82 % — російську, а 0,27 % — молдовську.

### Уродженці
- Орехівський Микола Борисович (1998—2022) — солдат Збройних Сил України, учасник російсько-української війни, що загинув у ході російського вторгнення в Україну в 2022 році.

## Соціальна сфера
- Суховільська загальноосвітня школа І-ІІ ступенів (вул. Шкільна, 2)[7]